# Liste der reformierten Kirchen im Kanton Aargau
In der Liste der reformierten Kirchen im Kanton Aargau werden alle Kirchengebäude der Aargauer Kirchgemeinden aufgeführt, die zur Reformierten Landeskirche Aargau gehören.

## Liste
| Ort (Gemeinde)              | Name der Kirche                            | Kirchgemeinde                     | ursprünglicher Kirchenpatron | Entstehungszeit des ersten Kirchengebäude an dieser Stelle | erste urkundliche Erwähnung | Baujahr der jetzigen Kirche | Foto |
| --------------------------- | ------------------------------------------ | --------------------------------- | ---------------------------- | ---------------------------------------------------------- | --------------------------- | --------------------------- | ---- |
| Aarau                       | Stadtkirche Aarau                          | Aarau                             | Jungfrau Maria               | —                                                          | 1275                        | 1471–1478                   |      |
| Aarburg                     | Reformierte Kirche Aarburg                 | Aarburg                           | —                            | —                                                          | —                           | 1842–1845                   |      |
| Ammerswil                   | Reformierte Kirche Ammerswil               | Ammerswil-Dintikon                | Petrus                       | —                                                          | 1275                        | —                           |      |
| Auenstein                   | Reformierte Kirche Auenstein               | Auenstein                         | —                            | —                                                          | 1302                        | —                           |      |
| Baden                       | Reformierte Kirche Baden                   | Baden                             | —                            | 1714                                                       | 1714                        | 1714                        |      |
| Beinwil am See              | Reformierte Kirche Beinwil am See          | Beinwil am See                    | —                            | —                                                          | 1935                        | 1935                        |      |
| Bergdietikon                | Kirche Bergdietikon                        | Bergdietikon                      | —                            | —                                                          | 1961                        | 1961                        |      |
| Birmenstorf                 | Reformierte Kirche Birmenstorf             | Birmenstorf-Gebenstorf-Turgi      | —                            | —                                                          | 1936                        | 1936                        |      |
| Birr                        | Reformierte Kirche Birr                    | Birr                              | —                            | vor 12. Jh.                                                | 1370                        | 1662                        |      |
| Birrwil                     | Reformierte Kirche Birrwil                 | Birrwil                           | —                            | —                                                          | 1275                        | 1689                        |      |
| Kirchbözberg (Unterbözberg) | Reformierte Kirche Bözberg                 | Bözberg-Mönthal                   | Michael                      | 11. Jh.                                                    | —                           | —                           |      |
| Bözen                       | Reformierte Kirche Bözen                   | Bözen                             | ursp. Marienkapelle          | —                                                          | —                           | 1667                        |      |
| Bremgarten AG               | Reformierte Kirche Bremgarten              | Bremgarten-Mutschellen            | —                            | —                                                          | 1900                        | 1900                        |      |
| Brittnau                    | Reformierte Kirche Brittnau                | Brittnau                          | Hl. Verena                   | 10/11. Jh.                                                 | —                           | 1585                        |      |
| Brugg                       | Reformierte Stadtkirche Brugg              | Brugg                             | Hl. Nikolaus                 | —                                                          | 1227                        | 1734–1740                   |      |
| Brunegg                     | Kirche Brunegg                             | Birr                              | —                            | —                                                          | 1967                        | 1967                        |      |
| Buchs AG                    | Reformierte Kirche Buchs                   | Buchs-Rohr                        | —                            | —                                                          | 1949/50                     | 1949/50                     |      |
| Densbüren                   | Reformierte Kirche Densbüren               | Densbüren                         | —                            | —                                                          | —                           | 1552–1558                   |      |
| Egliswil                    | Kirche Egliswil                            | Seengen                           | Hl. Gallus                   | 11. Jh.                                                    | —                           | —                           |      |
| Ehrendingen                 | Reformierte Kirche Ehrendingen             | Baden                             | —                            | —                                                          | 1983/84                     | 1983/84                     |      |
| Erlinsbach AG               | Reformierte Kirche Erlinsbach              | Erlinsbach                        | —                            | 1565                                                       | 1565                        | 1565                        |      |
| Fislisbach                  | Reformierte Kirche Fislisbach              | Mellingen                         | —                            | —                                                          | —                           | —                           |      |
| Frick                       | Reformierte Kirche Frick                   | Frick                             | —                            | —                                                          | 1910                        | 1910                        |      |
| Gebenstorf                  | Reformierte Kirche Gebenstorf              | Birmenstorf-Gebenstorf-Turgi      | Hl. Margaretha               | verm. 12. Jh.                                              | 1247                        | 1891                        |      |
| Gontenschwil                | Reformierte Kirche Gontenschwil            | Gontenschwil-Zetzwil              | —                            | nach 1275                                                  | 1295                        | 1622                        |      |
| Gränichen                   | Reformierte Kirche Gränichen               | Gränichen                         | —                            | —                                                          | —                           | 1661–1663                   |      |
| Hausen AG                   | Reformierte Kirche Hausen                  | Windisch                          | —                            | —                                                          | 1978                        | 1978                        |      |
| Hendschiken                 | Reformierte Kirche Hendschiken             | Lenzburg-Hendschiken              | —                            | —                                                          | —                           | 1982                        |      |
| Holderbank                  | Reformierte Kirche Holderbank              | Holderbank-Möriken-Wildegg        | —                            | 13. Jh.                                                    | —                           | um 1702                     |      |
| Hunzenschwil                | Reformierte Kirche Hunzenschwil            | Suhr-Hunzenschwil                 | —                            | —                                                          | 1959/60                     | 1959/60                     |      |
| Kirchberg (Küttigen)        | Kirche Kirchberg                           | Kirchberg                         | verm. Jungfrau Maria         | —                                                          | 1036                        | um 1500                     |      |
| Kirchleerau                 | Reformierte Kirche Kirchleerau             | Leerau                            | —                            | um 1050                                                    | 1275                        | 1275                        |      |
| Klingnau                    | Reformierte Kirche Klingnau                | Klingnau-Döttingen-Kleindöttingen | —                            | —                                                          | 1935                        | 1935                        |      |
| Koblenz AG                  | Reformierte Kirche Koblenz                 | Koblenz                           | —                            | —                                                          | —                           |                             |      |
| Kölliken                    | Reformierte Kirche Kölliken                | Kölliken                          | —                            | —                                                          | 1507                        | 1507                        |      |
| Unterkulm                   | Reformierte Kirche Kulm                    | Kulm                              | Hl. Martin                   | 11. Jh.                                                    | 1275                        | um 1500                     |      |
| Laufenburg AG               | Reformierte Kirche Laufenburg              | Laufenburg und Umgebung           | —                            | —                                                          | 1958/59                     | 1958/59                     |      |
| Lenzburg                    | Stadtkirche Lenzburg                       | Lenzburg-Hendschiken              | —                            | —                                                          | 15. Jh.                     | 1667                        |      |
| Leutwil                     | Reformierte Kirche Leutwil                 | Leutwil-Dürrenäsch                | —                            | —                                                          | 1273                        | —                           |      |
| Mandach                     | Kirche Mandach                             | Mandach                           | —                            | 11. Jh.                                                    | —                           | —                           |      |
| Meisterschwanden            | Reformierte Kirche Meisterschwanden        | Meisterschwanden-Fahrwangen       | —                            | —                                                          | 1820–1822                   | 1820–1822                   |      |
| Melligen                    | Reformierte Kirche Mellingen               | Mellingen                         | —                            | —                                                          | —                           | —                           |      |
| Menziken                    | Reformierte Kirche Menziken                | Menziken-Burg                     | —                            | —                                                          | 1890                        | 1890                        |      |
| Möhlin                      | Reformierte Kirche Möhlin                  | Möhlin                            | —                            | —                                                          | 1947/48                     | 1947/48                     |      |
| Mönthal                     | Reformierte Kirche Mönthal                 | Bözberg-Mönthal                   | Hl. Georg                    | verm. 11. Jh.                                              | 1273                        | k. A.                       |      |
| Möriken (Möriken-Wildegg)   | Reformierte Kirche Möriken                 | Holderbank-Möriken-Wildegg        | —                            | —                                                          | —                           | —                           |      |
| Muhen                       | Reformierte Kirche Muhen                   | Muhen                             | —                            | —                                                          | —                           | —                           |      |
| Glashütten (Murgenthal)     | Reformierte Kirche Glashütten              | Murgenthal                        | —                            | —                                                          | —                           | —                           |      |
| Muri                        | Reformierte Kirche Muri                    | Muri                              | —                            | —                                                          | 1955                        | 1955                        |      |
| Widen                       | Kirche Mutschellen                         | Bremgarten-Mutschellen            | —                            | —                                                          | —                           | —                           |      |
| Niederlenz                  | Reformierte Kirche Niederlenz              | Niederlenz                        | —                            | —                                                          | 1947–1949                   | 1947–1949                   |      |
| Oberentfelden               | Reformierte Kirche Oberentfelden           | Oberentfelden                     | —                            | —                                                          | —                           | —                           |      |
| Obersiggenthal              | Reformiertes Kirchenzentrum Obersiggenthal | Baden                             | —                            | 1985                                                       | 1985                        | 1985                        |      |
| Oftringen                   | Kirche Oftringen                           | Oftringen                         | —                            | —                                                          | 1933/34                     | 1933/34                     |      |
| Othmarsingen                | Reformierte Kirche Othmarsingen            | Othmarsingen                      | —                            | —                                                          | 1675                        | 1675                        |      |
| Rein (Rüfenach)             | Kirche Rein                                | Rein                              | —                            | verm. 8. Jh.                                               | —                           | 1864                        |      |
| Reinach AG                  | Reformierte Kirche Reinach                 | Reinach-Leimbach                  | —                            | —                                                          | 1528/29                     | 1528/29                     |      |
| Reitnau                     | Reformierte Kirche Reitnau                 | Reitnau                           | —                            | —                                                          | —                           | 1522                        |      |
| Remigen                     | Reformierte Kirche Remigen                 | Rein                              | Petrus                       | 11./12. Jh.                                                | 1347                        | —                           |      |
| Rheinfelden                 | Reformierte Kirche Rheinfelden             | Rheinfelden                       | —                            | —                                                          | —                           | —                           |      |
| Rohr (Aarau)                | Reformierte Kirche Rohr                    | Buchs-Rohr                        | —                            | —                                                          | 1959                        | 1959                        |      |
| Niederrohrdorf              | Kirche Rohrdorf                            | Mellingen                         | —                            | -                                                          | 1964                        | 1964                        |      |
| Rothrist                    | Reformierte Kirche Rothrist                | Rothrist                          | Petrus                       | —                                                          | 1714                        | 1714                        |      |
| Kirchrued (Schlossrued)     | Kirche Rued                                | Rothrist                          | —                            | vor dem 11. Jh.                                            | —                           | um 1500                     |      |
| Rupperswil                  | Reformierte Kirche Rupperswil              | Rupperswil                        | —                            | Ende 13. Jh.                                               | —                           | 1920                        |      |
| Safenwil                    | Reformierte Kirche Safenwil                | Safenwil                          | —                            | —                                                          | 1866                        | 1866                        |      |
| Schafisheim                 | Kirche Schafisheim                         | Staufberg                         | Hl. Leodegar                 | —                                                          | —                           | 1498                        |      |
| Schinznach-Dorf             | Reformierte Kirche Schinznach-Dorf         | Schinznach-Dorf                   | —                            | —                                                          | 1227                        | Ende 18. Jh.                |      |
| Schöftland                  | Reformierte Kirche Schöftland              | Schöftland                        | —                            | um 650                                                     | —                           | 1683                        |      |
| Seengen                     | Reformierte Kirche Seengen                 | Seengen                           | —                            | —                                                          | —                           | 1820/21                     |      |
| Seon                        | Reformierte Kirche Seon                    | Seon                              | Hl. Martin                   | —                                                          | 1408                        | 1708                        |      |
| Spreitenbach                | Alte paritätische Kirche (Spreitenbach)    | Spreitenbach-Killwangen           | —                            | —                                                          | 1184                        | 1638                        |      |
| Spreitenbach                | Kreuzkirche Hasel                          | Spreitenbach-Killwangen           | —                            | —                                                          | —                           | —                           |      |
| Staufen                     | Staufbergkirche                            | Staufberg                         | Hl. Laurentius               | 10. Jh.                                                    | 1101                        | —                           |      |
| Stein AG                    | Reformierte Kirche Stein                   | Stein und Umgebung                | —                            | —                                                          | 1927                        | 1927                        |      |
| Strengelbach                | Reformierte Kirche Strengelbach            | Zofingen                          | —                            | —                                                          | —                           | —                           |      |
| Suhr                        | Reformierte Kirche Suhr                    | Suhr-Hunzenschwil                 | —                            | ca. 9. Jh.                                                 |                             | 1495                        |      |
| Tegerfelden                 | Reformierte Kirche Tegerfelden             | Tegerfelden                       | —                            | —                                                          | —                           | 1662–1664                   |      |
| Teufenthal                  | Kirche Teufenthal                          | Kulm                              | —                            | —                                                          | 1978/79                     | 1978/79                     |      |
| Thalheim                    | Kirche Thalheim                            | Thalheim                          | Petrus                       | —                                                          | 14. Jh.                     | —                           |      |
| Turgi                       | Reformierte Kirche Turgi                   | Birmenstorf-Gebenstorf-Turgi      | —                            | —                                                          | —                           | 1959/1960                   |      |
| Umiken (Brugg)              | Reformierte Kirche Umiken                  | Umiken                            | Hl. Mauritius                | —                                                          | 1254                        | —                           |      |
| Uerkheim                    | Reformierte Kirche Uerkheim                | Uerkheim                          | -                            | —                                                          | -                           | -                           |      |
| Unterentfelden              | Reformierte Kirche Unterentfelden          | Unterentfelden                    | -                            | —                                                          | -                           | —                           |      |
| Untersiggenthal             | Reformierte Kirche Untersiggenthal         | Baden                             | —                            | —                                                          | —                           | —                           |      |
| Veltheim                    | Reformierte Kirche Veltheim                | Veltheim-Oberflachs               | Johannes der Täufer          | um 745                                                     | 1040                        | 1760                        |      |
| Villigen                    | Reformierte Kirche Villigen                | Rein                              | —                            | —                                                          | 1347                        | —                           |      |
| Villmergen                  | Reformierte Kirche Villmergen              | Wohlen                            | —                            | —                                                          | –                           | –                           |      |
| Wettingen                   | Reformierte Kirche Wettingen               | Wettingen-Neuenhof                | —                            | —                                                          | 1939                        | 1939                        |      |
| Windisch                    | Reformierte Kirche Windisch                | Windisch                          | —                            | —                                                          | —                           | um 1300                     |      |
| Wohlen                      | Reformierte Kirche Wohlen                  | Wohlen                            | —                            | —                                                          | 1925/26                     | 1925/26                     |      |
| Würenlos                    | Reformierte Kirche Würenlos                | Würenlos                          | —                            | —                                                          | 1937                        | 1937                        |      |
| Zofingen                    | Stadtkirche Zofingen                       | Zofingen                          | Hl. Mauritius                | 7. Jh.                                                     | —                           | 12. Jh.                     |      |
| Bad Zurzach                 | Reformierte Kirche Zurzach                 | Zurzach                           | —                            | —                                                          | 1716                        | 1716                        |      |